# Steinhausen (Bad Schussenried)
Pour les articles homonymes, voir Steinhausen.
Steinhausen est une partie de la ville de Bad Schussenried dans l'arrondissement de Biberach (Landkreis Biberach), en Bade-Wurtemberg. Jusqu'au 1er janvier 1971, Steinhausen était commune indépendante.
Dominikus Zimmermann bâtit entre 1728 et 1731 sur l'ordre du monastère des Prémontrés de Bad Schussenried une basilique de style rococo.

## La basilique de Steinhausen
Vue de l'extérieur, l'église est une construction en forme de croix. Elle se compose d'une nef unique et d'un petit chœur, tous deux de forme ovale. À l'intérieur on voit 10 colonnes avec des chapiteaux à riche ornementation groupés autour d'un ovale. Jean Baptiste Zimmermann, le frère de l'architecte réalisa les fresques. Les stucs sont l'œuvre de Dominikus Zimmermann et de son équipe de Wessobrunn. On découvre 20 figures d'animaux telles un pivert et un écureuil. La partie centrale de l'église est la statue gothique de la Vierge Marie mère des douleurs, sculptée en bois vers 1415. Après la dissolution du monastère de Schussenried en 1803, cette église rococo est devenue propriété de la commune de Steinhausen.

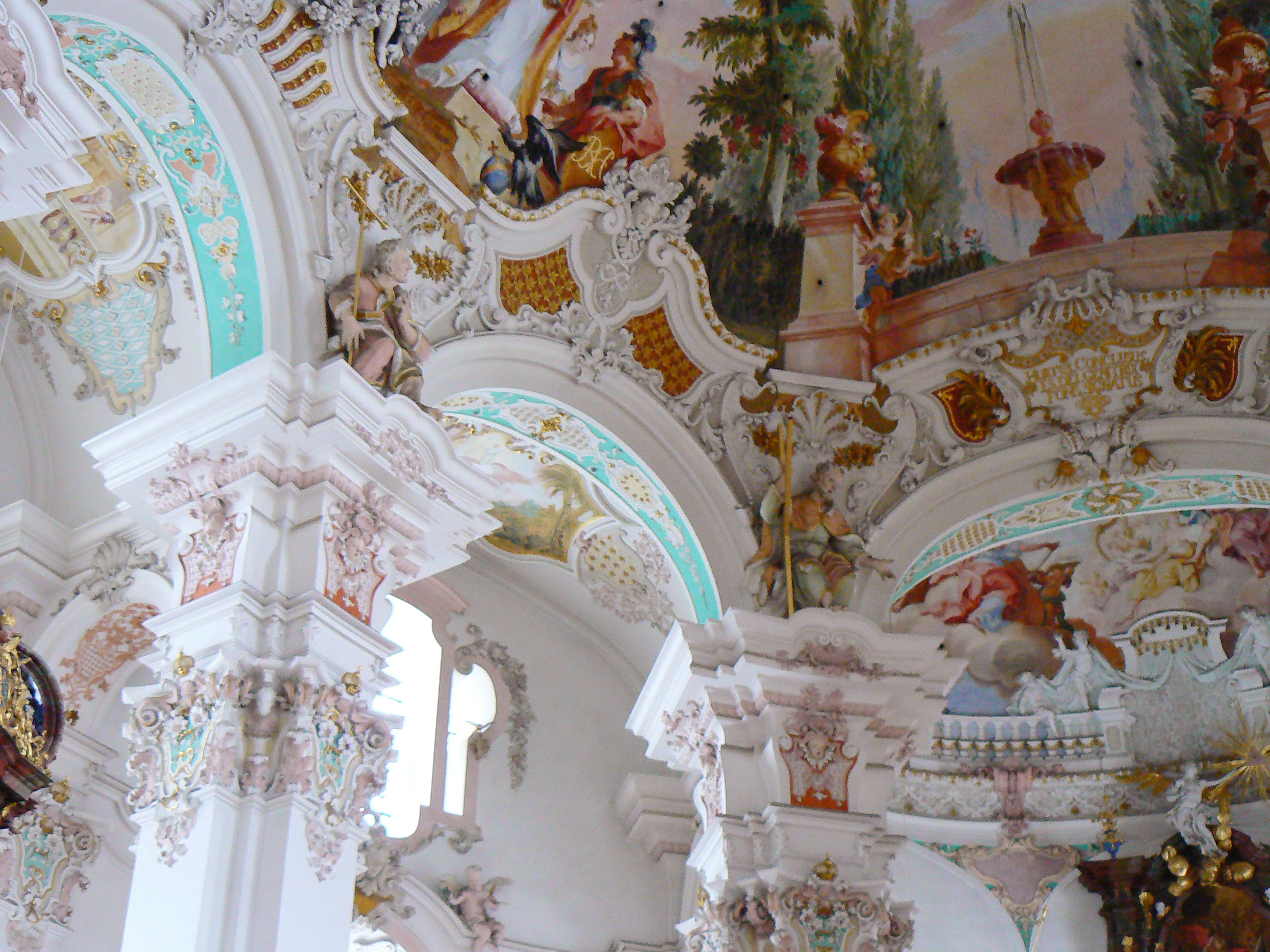
Décoration intérieure
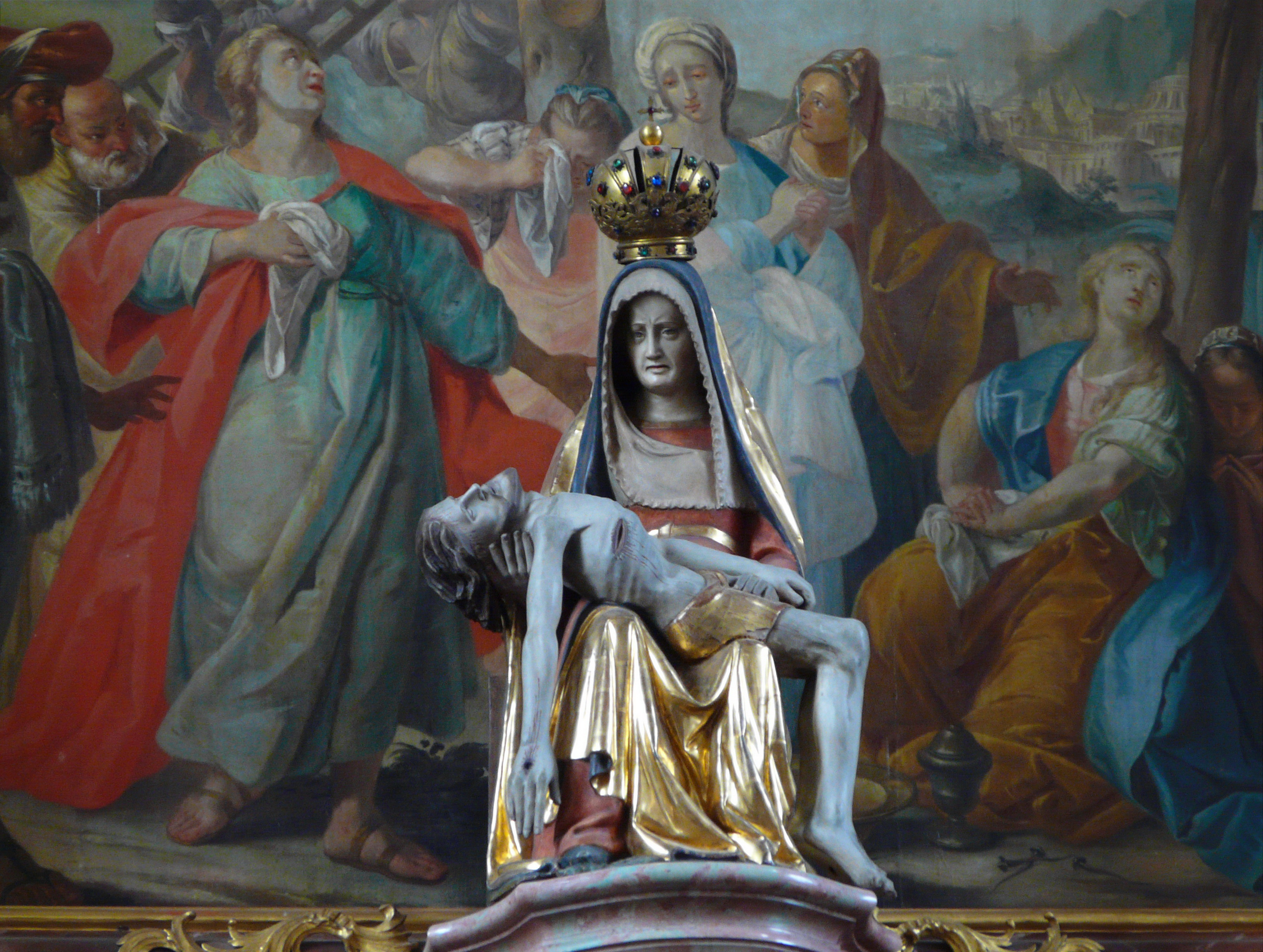
Piéta
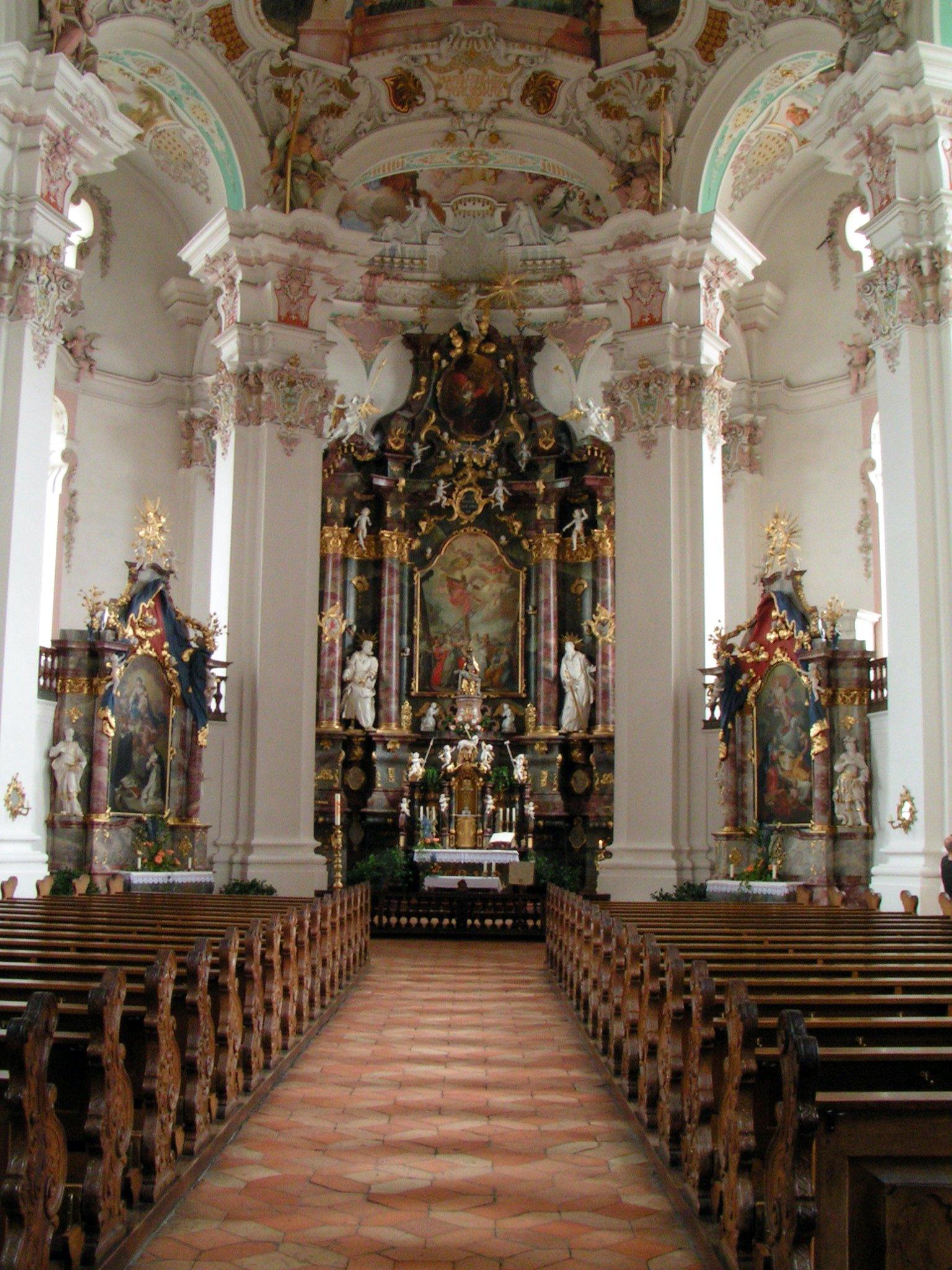
Nef et maître-autel
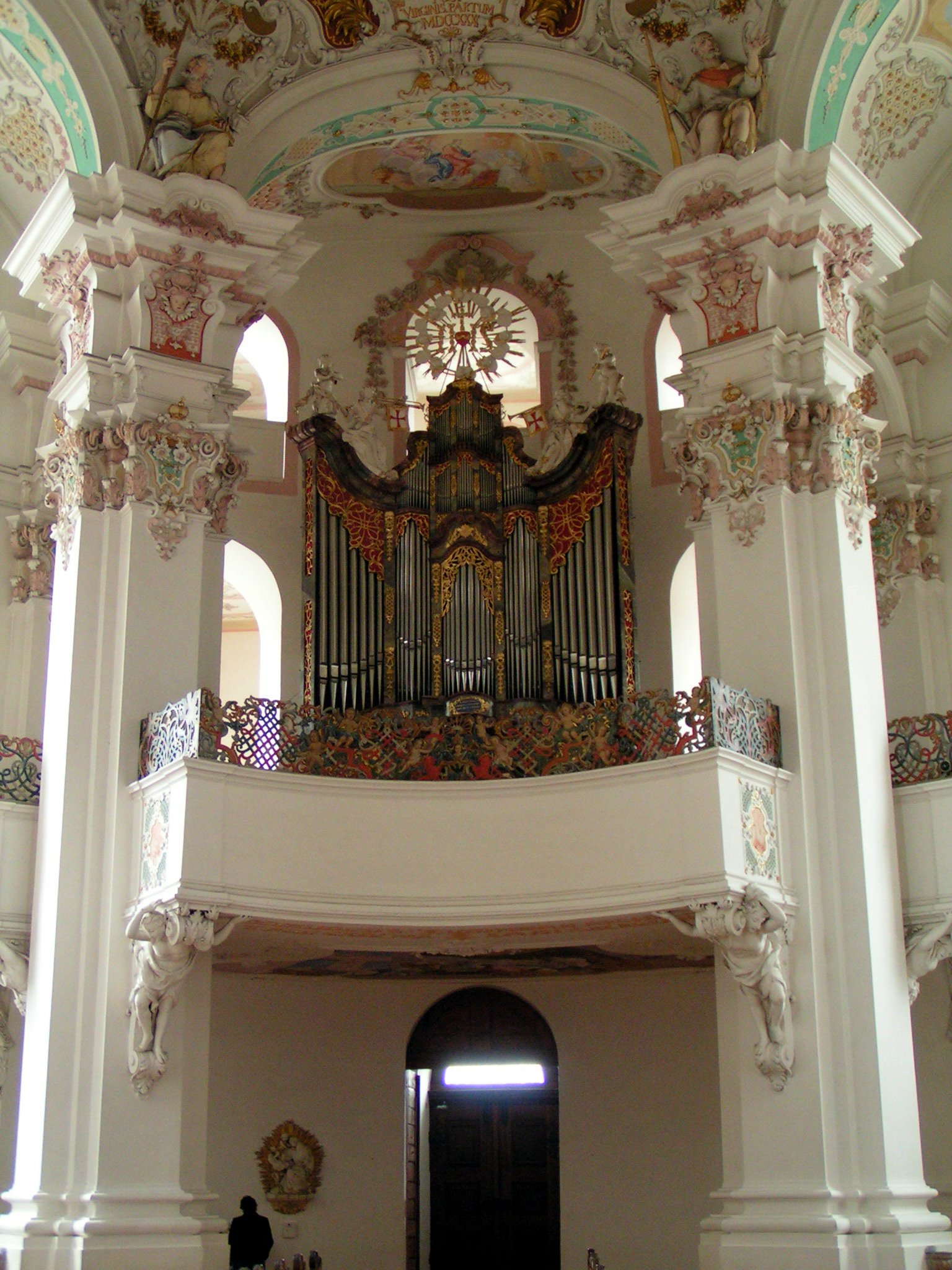
Orgues